# Matilde de Miguel Rubio
Matilde de Miguel Rubio (Madrid, 27 de maig de 1964) és una jugadora de waterpolo espanyola, ja retirada.
Membre del CE Mediterrani, durant la seva carrera esportiva va aconseguir tres Campionats de Catalunya (1983, 1986, 1987), dos Copes Catalanes (1988, 1989), vuit Lligues espanyoles entre 1989 i 1998 i dos Copes de la Reina (1997, 1998). Va ser internacional amb la selecció espanyola en quaranta-sis ocasions entre 1991 i 1997, destacant la seva participació als Campionats d'Europa de 1997 on va finalitzar en quarta posició. Va retirar-se de la competició al final de la temporada 1997-98. Entre d'altres reconeixements, ha estat premiada amb la medalla de bronze (1995), d'argent (1996) i d'or (1997) de serveis distingits per la Reial Federació Espanyola de Natació.

## Palmarès
- 8 Lliga espanyola de waterpolo femenina: 1989-90, 1991-92, 1992-93, 1993-94, 1994-95, 1995-96, 1996-97, 1997-98
- 2 Copa espanyola de waterpolo femenina: 1996-97, 1997-98
- 3 Campionat de Catalunya de waterpolo femení: 1983, 1986, 1987